# Baler Bale Agung
Baler Bale Agung is een bestuurslaag in het regentschap Jembrana van de provincie Bali, Indonesië. Baler Bale Agung telt 10.054 inwoners (volkstelling 2010).